# Sonja Åkesson
Sonja Åkesson (ur. 19 kwietnia 1926 w Buttle, zm. 5 maja 1977 w Sztokholmie) – szwedzka pisarka i dramatopisarka.

## Życiorys
Sonja Åkesson urodziła się na Gotlandii, gdzie spędziła również młodość. Była córką zawiadowcy kolejowego i musiała dość wcześnie zakończyć swoją edukacje z powodu złych warunków finansowych swojej rodziny. W 1951 roku przeprowadziła się do Sztokholmu, gdzie utrzymywała się jako kelnerka, ekspedientka i telefonistka.
Była trzykrotnie zamężna, a po raz ostatni w 1966 roku z poetą i artystą Jarlem Hammarbergiem. Sonja Åkesson zmarła w 1977 roku na raka wątroby.
W 2000 roku na Gotlandii powstało Towarzystwo Sonji Åkesson (Sonja Åkesson-sällskapet).

## Twórczość
Sonja Åkesson jest określana jako poetka ruchu nowej prostoty (szw. nyenkelhet), a jej wiersze cechowała krytyka społeczna i opisywanie życia codziennego prostym językiem. Popularność przyniósł jej tomik poetycki Husfrid z 1963 roku, gdzie krytycznie opisywała społeczeństwo kształtujące współczesna kobieta i gdzie parodiowała romantykę tygodników dla kobiet. Åkesson była bardzo popularna pośród rozwijającego się ówcześnie w Szwecji ruchu kobiecego i odwoływało się do niej wiele działek feministycznych i organizacji.
Jej najbardziej znanym wierszem jest prawdopodobnie „Kwestia małżeństwa” (szw. Äktenskapsfrågan), opublikowanym w tomiku Husfrid, który rozpoczyna zdanie „być niewolnikiem białego mężczyzny” (szw. vara vit mans slav).
Wiersze Sonji Åkesson tłumaczył na polski Janusz B. Roszkowski.

### Zbiory poezji i opowiadań
- 1957 – Situationer (wiersze)
- 1959 – Glasveranda (wiersze)
- 1960 – Skvallerspegel (opowiadania)
- 1961 – Leva livet (wiersze prozą)
- 1962 – Efter balen (opowiadania)
- 1963 – Husfrid (wiersze)
- 1965 – Ute skiner solen (wiersze)
- 1966 – Jag bor i Sverige (różne, razem z płytą gramofonową)
- 1967 – Man får vara glad och tacka Gud (wybrane wiersze)
- 1968 – Pris (książka z wierszami)
- 1969 – Slagdängor (piosenki z muzyką Gunnara Edandera)
- 1969 – Kändis (razem z Jarlem Hammarberg-Åkessonen)
- 1970 – Mamman och pappan som gjorde arbetsbyte (książka dla dzieci)
- 1972 – Hjärtat hamrar, lungorna smälter (wiersze prozą i rysunki)
- 1973 – Dödens ungar (wiersze)
- 1974 – Sagan om Siv (wiersze)
- 1976 – Ljuva sextiotal (wiersze i opowiadania)
- 1977 – Hästens öga (wiersze)
- 1978 – En tid att avliva (antologia, proza)
- 1980 – Sonjas sånger
- 2006 – Vara vit mans slav och helt andra dikter (antologia, wiersze w wyborze Jenny Tunedal)

### Sztuki teatralne
- 1960 – Sammanhang eller Diamonologsamtal (med handgripligheter) ang. Klickstänkares svårigheter mm eller För tummensskull eller Puss in i ... (radiowe sztuki teatralne, scenariusz z książki Jag bor i Sverige)
- 1962 – Efter balen (sztuka teatralna dla radia, telewizji i teatru, scenariusz z książki Efter balen)
- 1965 – Tretton quinnor (rewia)
- 1968 – Pris (rewia, scenariusz z książki Pris)
- 1968 – Hå! Vi är på väg (radiowa sztuka teatralna, napisana razem z Jarlem Hammarbergiem)
- 1968 – Sång till livet (radiowa sztuka teatralna, napisana razem z Jarlem Hammarbergiem)
- 1968–1970 – Livets ABC (wystawiona w Teatrze Saleri, Visby 2003)
- 1969 – Kändis (radiowa sztuka teatralna, napisana razem z Jarlem Hammarbergiem)
- 1969 – Bara nerverna eller Sjukvården har plats för er (teatr telewizji, nigdy nie wystawiony, napisany razem z Siv Arb)
- 1970 – Kalaset (sztuka teatralna dla dzieci, napisana razem z Jarlem Hammarbergiem)
- 1970 – Höst side story (musical, napisana razem z Bengtem Martinem. Muzyka Pera-Åke Sahlberga)
- 1972 – Mamman och pappan som gjorde arbetsbyte (tecknad tv-pjäs för barn, manus från boken med samma namn)
- 1974 – Sagan om Siv (film pokazany w SVT 1974, scenariusz z książki o tym samym tytule)
- 1976 – Verklighetsflykt – i väntan på vadå? (show musicalowe, razem z Peterem Ortmanem i Fransem Sjöströmem)
- 1976 – Jag väntar mig inget särskilt med posten (radiowa sztuka teatralna, napisana razem z Peterem Ortmanem i Fransem Sjöströmem)

## Nagrody i wyrażenia
- Nagroda Ferlina, 1969
- Wielka Nagroda Dziewięciu, 1974